# Сорока, Борис Фёдорович
Борис Фёдорович Сорока (род. 4 сентября 1942, Херсон, Николаевская область) — советский футболист, защитник.
Карьеру в командах мастеров начал в 1961 году в команде класса «Б» «Полесье» Житомир. В 1963 году был в составе «Трудовых резервов» Курск. В 1964 году провёл один матч за «Металлург» Запорожье. С 1965 года — в «Динамо» Киев, сыграл один матч — в чемпионском сезоне 1966 года в гостевой игре против «Арарата» (1:0) вышел на 78-й минуте. В 1967 году вернулся в «Металлург». В 1970 году перешёл в львовские «Карпаты». Вышел с командой в высшую лигу, где в следующем сезоне сыграл 15 матчей. В 1972 году завершил карьеру в командах мастеров в составе СК «Луцк».